# Anabarhynchus nebulosus
Anabarhynchus nebulosus är en tvåvingeart som beskrevs av Frederick Wollaston Hutton 1901. Anabarhynchus nebulosus ingår i släktet Anabarhynchus och familjen stilettflugor. Inga underarter finns listade i Catalogue of Life.